# Epipactis nordeniorum
L'elleborina  di Nordén (Epipactis nordeniorum Robatsch) è una pianta appartenente alla famiglia delle Orchidacee.

## Distribuzione e habitat
La specie è diffusa in Austria, Germania, Repubblica ceca, Slovacchia e Italia.
In Italia la presenza di questa specie, con la sottospecie maricae, comunemente nota come "Elleborina del Savone", da alcuni autori elevata a rango specifico, è limitata al corso del fiume Savone, sul versante sud-orientale del vulcano di Roccamonfina, nei pressi di Teano (Caserta). Il corso d'acqua scava una profonda forra, dove sopravvivono dei nuclei di faggeta. La pianta colonizza gli ambienti vicini all'acqua vegetando sulle sabbie alluvionali di erosione vulcanica; forma interessanti comunità con altre specie relitte quali le felci Struthiopteris spicant  e Dryopteris pseudomas subsp. pseudomas, e le angiosperme Lathraea squamaria e Lysimachia vulgaris. Il ritrovamento di questa popolazione in Campania è di estremo interesse perché sinora il limite meridionale dell'areale europeo delle Epipactis di ambiente alluvionale veniva collocato in Italia del nord, mentre le tre stazioni note di questa entità lo spostano alla latitudine di 41° N.

## Conservazione
La Lista rossa IUCN classifica Epipactis nordeniorum come specie vulnerabile..